# MOJ 130
MOJ 130 – polski motocykl, skonstruowany i produkowany w latach 1937–1939 w Fabryce Maszyn Odlewni Żelaza i Metali MOJ w Katowicach. Konstrukcja opracowana przez inż. Gustawa Różyckiego i Karola Zubera.
Konstrukcja motocykla, wzorowana częściowo na niemieckich motocyklach tego okresu, była opracowana w Polsce i był on produkowany prawie w całości z polskich podzespołów. Importowane były łożyska i niemiecki gaźnik Greatzin, lecz stosowano też własny gaźnik. Seria informacyjna została wyprodukowana na początku 1937 roku, a od sierpnia tego roku były one produkowane seryjnie. Motocykl podlegał ulepszeniom, m.in. ręczną zmianę biegów zamieniono na nowoczesną nożną, a wiosną 1938 roku zbiornik paliwa typu siodłowego zamieniono na wpuszczony w ramę. W drugiej połowie 1938 roku ulepszono silnik – pojedynczy wylot z cylindra z przodu zastąpiono przez dwa wyloty w jego tylnej części, prowadzące wprost do dwóch rur wydechowych. Zmiany układu wydechowego oraz zastosowanie krótkiego króćca dolotowego spowodowały niewielki wzrost mocy, z 3 do 3,5 KM i prędkości maksymalnej z 60 do 65 km/h. Motocykl był jednoosobowy, lecz na bagażniku można było zamontować drugie siodło.
Pod koniec 1937 roku motocykl był oferowany wojsku i w 1938 roku został uznany za przydatny do łączności garnizonowej. Typ ten został zaakceptowany do sprzedaży oficerom z dofinansowaniem państwowym. Wielkość produkcji do wybuchu wojny szacowana jest na prawdopodobnie ok. 600 sztuk. Ocenia się, że przynajmniej kilkadziesiąt używane było w wojsku. Podczas kampanii wrześniowej przynajmniej 4 motocykle używane były w zmotoryzowanej 10 Brygadzie Kawalerii. Cena motocykla na rynku cywilnym była konkurencyjna i wynosiła 950 złotych. Dodatkowo, podczas okupacji w latach 1941-1943 kilkanaście lub kilkadziesiąt motocykli zostało zmontowanych z części w fabryce, pozostającej pod zarządem niemieckim (część motocykli używana była do celów pomocniczych przez okupantów i armię niemiecką).

## Dane techniczno-eksploatacyjne
- Silnik: jednocylindrowy, dwusuwowy, zblokowany ze skrzynią biegów, chłodzony powietrzem
- Pojemność skokowa: 128,2 cm³
- Średnica cylindra x skok tłoka: 55 × 52 mm[1]
- Stopień sprężania: 5,5:1.
- Moc maksymalna: 3,5 KM przy 3500 obr./min (pierwotnie 3 KM)[1]
- Sprzęgło: mokre, wielotarczowe.
- Skrzynia biegów: o 2 przełożeniach, sterowana nożnie (początkowo ręcznie)[1].
- Rama: podwójna, zamknięta, tłoczona z blachy stalowej.
- Zawieszenie przednie: tłoczony widelec trapezowy z centralną sprężyną[1]
- Zawieszenie tylne: sztywne.
- Ogumienie: opony 3,00-19" Stomil[1]
- Hamulce: szczękowe mechaniczne. Ręczny na koło przednie, nożny na koło tylne[1].
- Instalacja elektryczna: 6V, prądnica 18W, oświetlenie i sygnał dźwiękowy elektryczne[1]
- Masa własna: około 70 kg.
- Zużycie paliwa: do 2,5 l / 100 km[1].
- Prędkość maksymalna: 65 km/h.